# Thallophaga
Thallophaga is een geslacht van vlinders van de familie spanners (Geometridae), uit de onderfamilie Ennominae.

## Soorten
- T. hyperborea Hulst, 1900
- T. nigroseriata Packard, 1873
- T. taylorata Hulst, 1896